# Amerikai cocker spániel

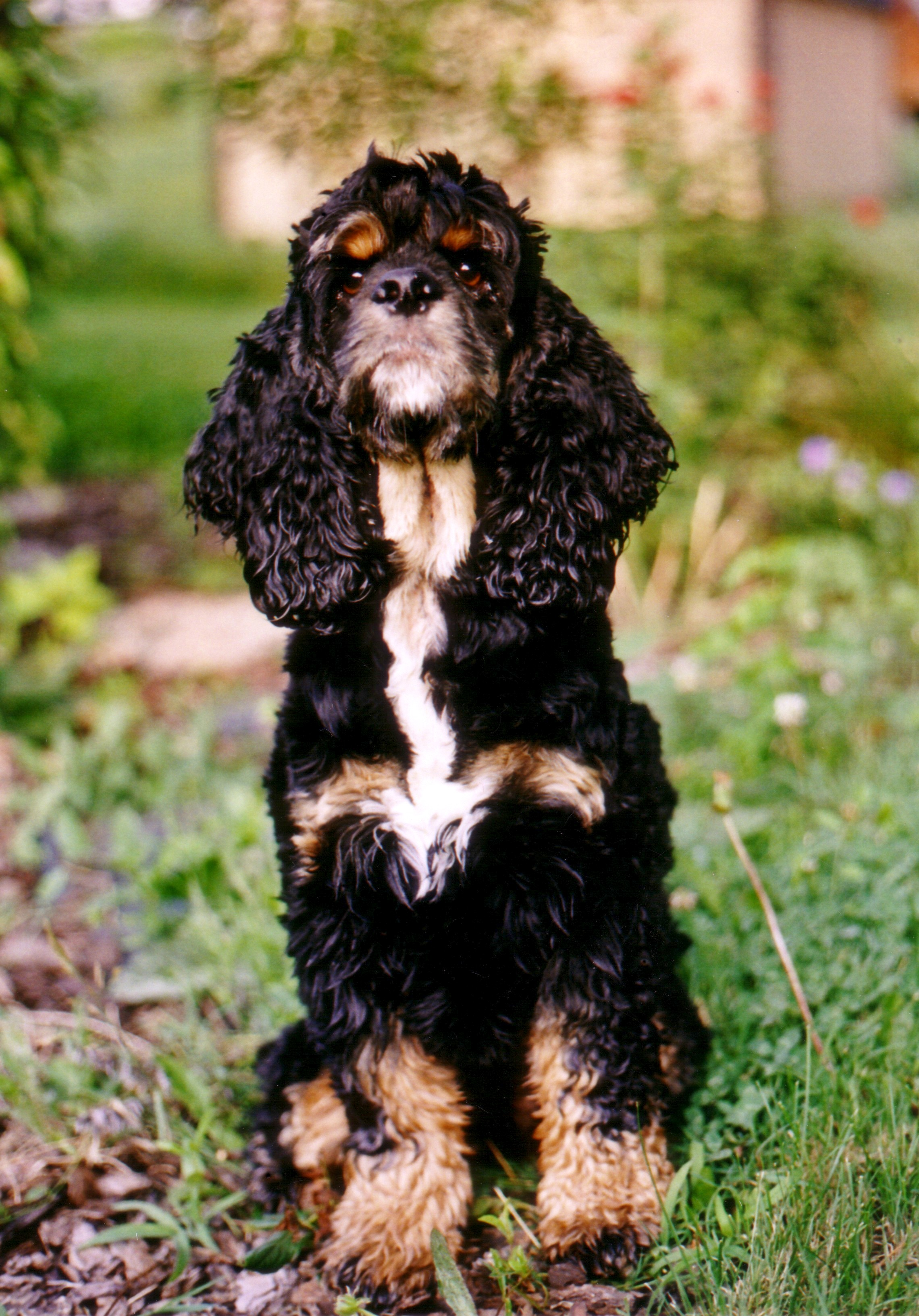

Ma az egész világon kedvelt, bár meglehetősen kényessé vált fajta. Bármely "vadászkutya" -színben előfordulhat.

## Leírása
Az angol cocker spánielnél kisebb, érdekes megjelenésű kutya. Feje szögletes, arcorri része széles. Szeme sötétbarna. Füle hosszú, lelóg; selymes, dús szőr borítja. Végtagjai rövidek, vaskosak, párhuzamosak, egyenesek. Farkát csonkolják. Szőrzete közepesen hosszú, a fején rövid, mellkasa két oldalán és a végtagjain szinte a földet söpri. Színe koromfekete vagy sárgásbarna, fekete rajzos, ill. fekete-fehér-cserbarna.

## Eredete
Amerikában tenyésztették ki az angol cocker spánielből, méghozzá alig néhány évtized alatt.

## Jellemzői
Élénk, fürge, nyugodt, kiegyensúlyozott természetű, játékos, csendes, jóindulatú, ezért városi tartásra kimondottan alkalmas.
Alkalmazása: Amerikában mint vadászkutya is népszerű. Európában kedvtelésből tartják.
Alomszáma:4-6

## Méretei
- Marmagasság: 
  - kan legfeljebb 38 cm
  - szuka 35,5 cm
- Testtömeg: 10–14 kg